# Aulonemia gueko
Aulonemia gueko är en gräsart som beskrevs av Justin Goudot. Aulonemia gueko ingår i släktet Aulonemia och familjen gräs.
Artens utbredningsområde är Colombia. Inga underarter finns listade i Catalogue of Life.